# Agathosma roodebergensis
Agathosma roodebergensis är en vinruteväxtart som beskrevs av Robert Harold Compton. Agathosma roodebergensis ingår i släktet Agathosma och familjen vinruteväxter. Inga underarter finns listade i Catalogue of Life.